# Stazione di Taranto

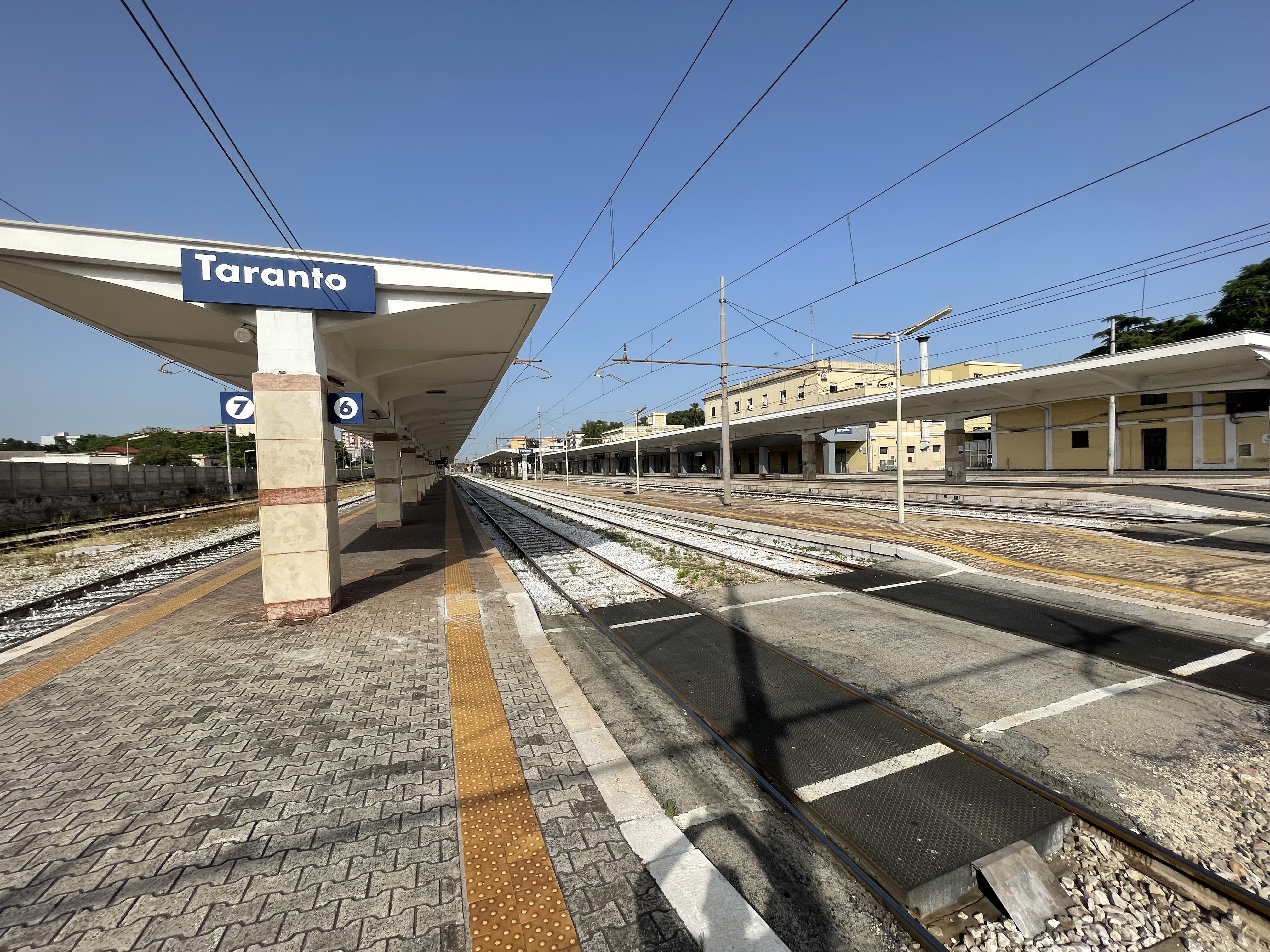
Il piazzale binari della stazione

La stazione di Taranto è la principale stazione ferroviaria merci e viaggiatori della città di Taranto. Situata in viale Duca d'Aosta, nei pressi del Ponte di Porta Napoli, è un nodo ferroviario per il traffico regionale e a lunga percorrenza.

## Storia
La costruzione della stazione di Taranto iniziò in seguito all'approvazione del progetto per la Bari-Gioia del Colle-Taranto; questa si concluse con l'inaugurazione, il 15 settembre 1868 in seguito all'entrata in esercizio della tratta Gioia del Colle-Taranto. Il 28 febbraio 1869 la stazione veniva collegata anche con Metaponto in quanto la Società per le Strade Ferrate Meridionali aveva iniziato la costruzione della Ferrovia Jonica. Nella stessa data veniva realizzato anche il collegamento tra stazione e Porto di Taranto ed aperto il primo tratto della Ferrovia Battipaglia-Potenza-Metaponto che, una volta terminata, avrebbe aperto l'allora importante collegamento ferroviario con Salerno e Napoli. Il 6 gennaio 1886 la Società per le Strade Ferrate del Mediterraneo apriva il primo tratto della linea per Brindisi che terminata avrebbe assicurato il collegamento, (più veloce e sicuro via ferrovia), tra le due importanti stazioni e sedi portuali. La stazione di Taranto fu quindi comune alle due amministrazioni ferroviarie della Rete Adriatica e della Rete Mediterranea. Fino alla fine del secolo XIX fu l'importantissimo nodo ferroviario, per l'Adriatica e il nord, su cui gravava tutto il traffico di derrate e legnami proveniente dalla Calabria e dalla Sicilia. Questo si ridusse in seguito all'apertura della Ferrovia Tirrenica Meridionale che ne spostò la maggior parte sulla direttrice di Salerno e Napoli. In seguito alla costituzione delle Ferrovie del Sud Est la stazione divenne origine di ulteriori direttrici di traffico regionale via Martina Franca e per la Valle d'Itria.

## Strutture e impianti
L'edificio di stazione risente dei canoni stilistici in voga nella metà del XIX secolo; consta di una struttura centrale a due elevazioni con torre dell'orologio centrale e due corpi laterali allungati a una elevazione dove troviamo in un corpo.  
Per il traffico passeggeri si contano 7 binari passanti, serviti da 3 banchine, munite di pensilina e panchine, collegate tramite sottopassaggio che parte dall'interno della stazione per servire i binari 2, 3, 4 e 5, arrivando fino all'ultima banchina che serve i binari 6 e 7, entrambi con lunghezza della banchina ridotta a causa di lavori in corso, di cui il n. 6 è provvisoriamente utilizzato in maniera promiscua sia dalle Ferrovie del Sud Est sia da Trenitalia, mentre il n. 7, pur essendo aperto in lunghezza ridotta e completamente rialzato, è spesso inutilizzato in quanto vi sono in corso il completamente dei restanti lavori di ammodernamento, sporadicamente esso è il punto di origine di alcuni treni verso Brindisi o Bari.  
Oltre il binario 7 vi sono due binari utilizzati per le manovre di altre tipologie di treni o mezzi ferroviari, rimossi definitivamente a causa dei lavori presenti nella stazione per allungare il sottopasso. In passato il fascio binari era molto più ampio ma sempre limitato dalla posizione stessa della stazione nel quartiere Tamburi di Taranto, infatti, in direzione Metaponto/Bari è stato realizzato il fascio binari del posto di movimento San Nicola dove sono accantonate e custoditi tutto il materiale ferroviario e dove vi sono anche le OGR di Taranto.  
All’interno del fabbricato viaggiatori è presente una chiesa cattolica, bagni pubblici al costo di 1 euro per ingresso, il bar della stazione, l'edicola e la sezione della Polizia Ferroviaria. 
È in corso la ristrutturazione della stazione che durerà sino al 2026, in concomitanza con l'inizio dei Giochi del Mediterraneo 2026.

## Movimento
La stazione è servita da treni regionali svolti da Trenitalia e Ferrovie del Sud Est nell'ambito del contratto di servizio stipulato con la Regione Puglia verso Bari, Brindisi, Potenza, Napoli e per Martina Franca, nonché da treni a lunga percorrenza svolti anch'essi da Trenitalia (Frecciarossa da/per Milano/Torino via Metaponto/Potenza/Battipaglia e da/per Milano via Bari/Adriatica, InterCity da/per Milano, Roma, Reggio Calabria, Lecce e Bari, InterCity Notte da/per Milano e Lecce). 

## Servizi
La stazione dispone di:
- Biglietteria a sportello e automatica
- Servizi igienici
- Bar
- Area per l'attesa
- Accessibilità per portatori di handicap
- Parcheggio di scambio
- Fermata autolinee urbane KYMA Mobilità ed extraurbane
- Posto di Polizia ferroviaria

A partire dal 9 dicembre 2024 sono in corso interventi di riqualificazione strutturale della stazione, sia al suo interno, sia del piazzale antistante, in ottica di un potenziamento generale della stazione. Tra gli interventi figurano:
- miglioramento dell’accessibilità in generale anche ai diversamente abili, per poter disporre degli spazi di tutta la stazione in completa autonomia con l’installazione di ascensori e nuove rampe ad ogni banchina e quindi per ogni binario;
- miglioramenento della connessione tra i mezzi pubblici su gomma e su ferro attraverso la costruzione di un nuovo terminal bus dal lato opposto della stazione in Via della Croce.[7][8][9][10][11][12]